# Vlakplaas
Vlakplaas [ˈflakplɑːs] ist die übliche Bezeichnung für die ehemalige Sondereinheit C1 – ursprünglich C10 – der Südafrikanischen Polizei zur Zeit der Apartheid. Die geheim operierende Einheit war als Todesschwadron für zahlreiche Morde und Anschläge gegen Regimegegner verantwortlich, welche meist der schwarzen Bevölkerungsgruppe angehörten. Darüber hinaus verübte sie Folterungen und ließ eine ungeklärte Zahl an politischen Gegnern spurlos „verschwinden“. Dies geschah unter anderem durch Verbrennen, durch mehrfache Sprengung der Leichen oder durch Vergraben in geheimen Massengräbern auf dem Gelände des Sitzes der Einheit. Sie wurde 1993 nach dem Ende der Apartheidspolitik aufgelöst. Der langjährige Leiter der Einheit, Eugene de Kock, wurde 1996 wegen mehrfachen Mordes und Verbrechen gegen die Menschlichkeit verurteilt.

## Geschichte

### Einrichtung und Aktionen
Vlakplaas (afrikaans; deutsch etwa: „Flache Farm“) ist der Name einer 44 Hektar großen Farm 20 Kilometer westlich von Pretoria, auf dem Gebiet der Stadt Krugersdorp. Dort hatte die Sondereinheit C10 (später C1) der südafrikanischen Polizei seit 1979 ihren Sitz. Sie sah sich als Anti-Terror-Einheit – das „C“ steht für counterinsurgency – und operierte verdeckt.
Kommandeure waren von 1980 bis 1981 Dirk Coetzee, 1982 Jan Carel Coetzee, von 1983 bis 1985 Jack Cronje und von 1985 bis 1993 Eugene de Kock. Vorgesetzter war erst Johannes Jacobus Victor, ab 1980 Willem Schoon, die auch für weitere politische Morde verantwortlich waren, etwa den Mord an Ruth First 1982 in Mosambik.
Vlakplaas war eine paramilitärische Eingreiftruppe, die Oppositionelle entweder „umdrehte“ oder tötete. Die „umgedrehten“ Personen mussten oft selbst Anschläge ausführen. Wer sich weigerte, wurde getötet, gegebenenfalls durch Sprengstoffgürtel. Auf der Vlakplaas-Farm, im gesamten Land und Nachbarländern wie Lesotho, Botswana und Swasiland fanden zahlreiche Exekutionen von Oppositionellen statt. Menschliche Überreste wurden durch Verbrennen beseitigt, in einem Fluss entsorgt oder durch wiederholte Sprengung zerstückelt. Tausende Menschen wurden in Vlakplaas gefoltert. Zahlreiche Briefbomben wurden verschickt. Zu den bekanntesten Mordopfern gehören der Menschenrechtsanwalt Griffiths Mxenge, der 1981 erstochen wurde, und seine Frau Victoria Mxenge, die 1985 getötet wurde. Sie hatte kurz zuvor eine Grabrede für die Cradock Four gehalten, vier UDF-Mitglieder, die von Mitarbeitern des Security Branch der Polizei ermordet worden waren. Die Hauptquartiere von COSATU und Südafrikanischem Kirchenrat in Johannesburg wurden 1987 bzw. 1988 Ziel von Bombenattentaten. Auch in südafrikanischen Kinos, die den Film Cry Freedom zeigten, wurden Bomben gezündet. Die Inkatha-Bewegung in Natal wurde Ende der 1980er Jahre mit Waffen beliefert, um den Konflikt mit dem African National Congress zu schüren. Diese Vorgänge, in die auch die ehemaligen südafrikanischen Streitkräfte SADF verwickelt waren, wurden auf Betreiben des Richters Richard Goldstone untersucht. Einige der in Sabotage und Mord ausgebildeten Söldner verübten als Mitarbeiter der KwaZulu-Polizei Attentate auf politische Gegner. Rund 15.000 Menschen fielen dem Konflikt zum Opfer.
Zu den Mitbegründern der Einheit gehörte Dirk Coetzee, der die Aktion zur Ermordung Griffiths Mxenges leitete. Er wurde 1981 degradiert und musste die Einheit 1986 verlassen. 1989 bestätigte er in der südafrikanischen Zeitung Vrye Weekblad die Praktiken der Einheit, nachdem zuvor schon von Seiten eines schwarzen Spitzels öffentliche Anschuldigungen gemacht worden waren. De Kock, dessen Spitzname Prime Evil (etwa: „das Urböse“ oder auch „Oberster Verbrecher“) lautete, versuchte daraufhin, Coetzee in Mauritius durch eine Briefbombe zu töten. Er verwendete als Absenderangabe den Namen eines mit Coetzee befreundeten Anwalts. Coetzee verweigerte die Annahme und ließ die Sendung zurückgehen. Als der Anwalt die Sendung öffnete, wurde er getötet.
1993, mit dem Ende der Apartheid, wurde die Einheit aufgelöst.

### Nachwirkungen
1996 wurde de Kock wegen mehrfachen Mordes und anderer Verbrechen zu insgesamt 212 Jahren Haft (darunter zwei Mal lebenslänglich) verurteilt. Ab 1995 wurden die Taten der Einheit vor der Wahrheits- und Versöhnungskommission (TRC) verhandelt. Zahlreiche Akten waren zuvor vernichtet worden. Coetzee wurde von der TRC amnestiert; de Kocks Amnestieantrag wurde abgelehnt. Joe Mamasela, ein schwarzer Undercover-Agent, bat nicht um Amnestie. De Kock beschuldigte ranghohe Politiker und Beamte, darunter die Präsidenten Pieter Willem Botha und Frederik Willem de Klerk, die Taten angeordnet zu haben. Diese Politiker wurden jedoch von der TRC nicht vernommen oder gar zur Rechenschaft gezogen. Trotzdem kamen bei den Verhandlungen der TRC viele neue Erkenntnisse zur Tätigkeit der Einheit an die Öffentlichkeit. Als Folge wurden in Vlakplaas zahlreiche Leichen von bis dahin vermissten Menschen exhumiert.
2007 wurde angekündigt, dass die Farm als Gesundheitszentrum dienen soll. Hier sollte die Heilkraft von Pflanzen untersucht werden, die in der traditionellen Medizin verwendet werden. Die Zusammenarbeit von traditionellen Sangoma und Schulmedizinern sollte hier verbessert werden. 2013 gehörte Vlakplaas zur Liberation Heritage Route, die wichtige Stationen auf dem Weg zur Beendigung der Apartheid zeigt. Die Farm kann besichtigt werden.